# 채부인
채부인(蔡夫人, ? ~ ?)은 후한말의 군웅 유표의 후처로 호족 채모의 누나이다. 《삼국지》에서는 유표가 조조의 사자로 나선 한숭을 처형하려는 것을 만류한 것으로 나온다. 삼국지연의와 달리 정사에서는 유종의 친어머니가 아니다.

## 《삼국지연의》에서 채부인
유표의 차남 유종의 어머니로 나온다. 동생 채모와 함께 유종을 후계자로 세우기 위해 유비의 암살과 유서 위조 등을 기도한다. 그 후, 유종이 조조에게 항복을 한 후, 유종과 함께 청주로 향하는 도중 우금에게 살해를 당한다.